# (74446) 1999 CT19
(74446) 1999 CT19 – planetoida z pasa głównego asteroid okrążająca Słońce w ciągu 5,35 lat w średniej odległości 3,06 j.a. Odkryta 10 lutego 1999 roku.